# 46e Primetime Emmy Awards
De 46e Primetime Emmy Awards, waarbij prijzen werden uitgereikt in verschillende categorieën voor de beste Amerikaanse televisieprogramma's die in primetime werden uitgezonden tijdens het televisieseizoen 1993-1994, vond plaats op 11 september 1994 in het Pasadena Civic Auditorium in Pasadena, Californië.

## Winnaars en nominaties - televisieprogramma's
(De winnaars staan bovenaan in vet lettertype.)

#### Dramaserie
(Outstanding Drama Series)
- Picket Fences
  - Law & Order
  - Northern Exposure
  - NYPD Blue
  - Star Trek: The Next Generation

#### Komische serie
(Outstanding Comedy Series)
- Frasier
  - Home Improvement
  - The Larry Sanders Show
  - Mad About You
  - Seinfeld

#### Miniserie
(Outstanding Mini Series)
- Prime Suspect 3
  - The Stand
  - Tales of the City
  - Oldest Living Confederate Widow Tells All
  - World War II: When Lions Roared

#### Televisiefilm
(Outstanding Made for Television Movie)
- And the Band Played On
  - Breathing Lessons
  - Gypsy
  - A Place for Annie
  - To Dance with the White Dog

#### Varieté-, Muziek- of komische show
(Outstanding Variety, Music or Comedy Series)
- Late show with David Letterman
  - Dennis Miller Live
  - Saturday Night Live
  - The Tonight Show with Jay Leno
  - MTV Unplugged

## Winnaars en nominaties - acteurs

### Hoofdrollen

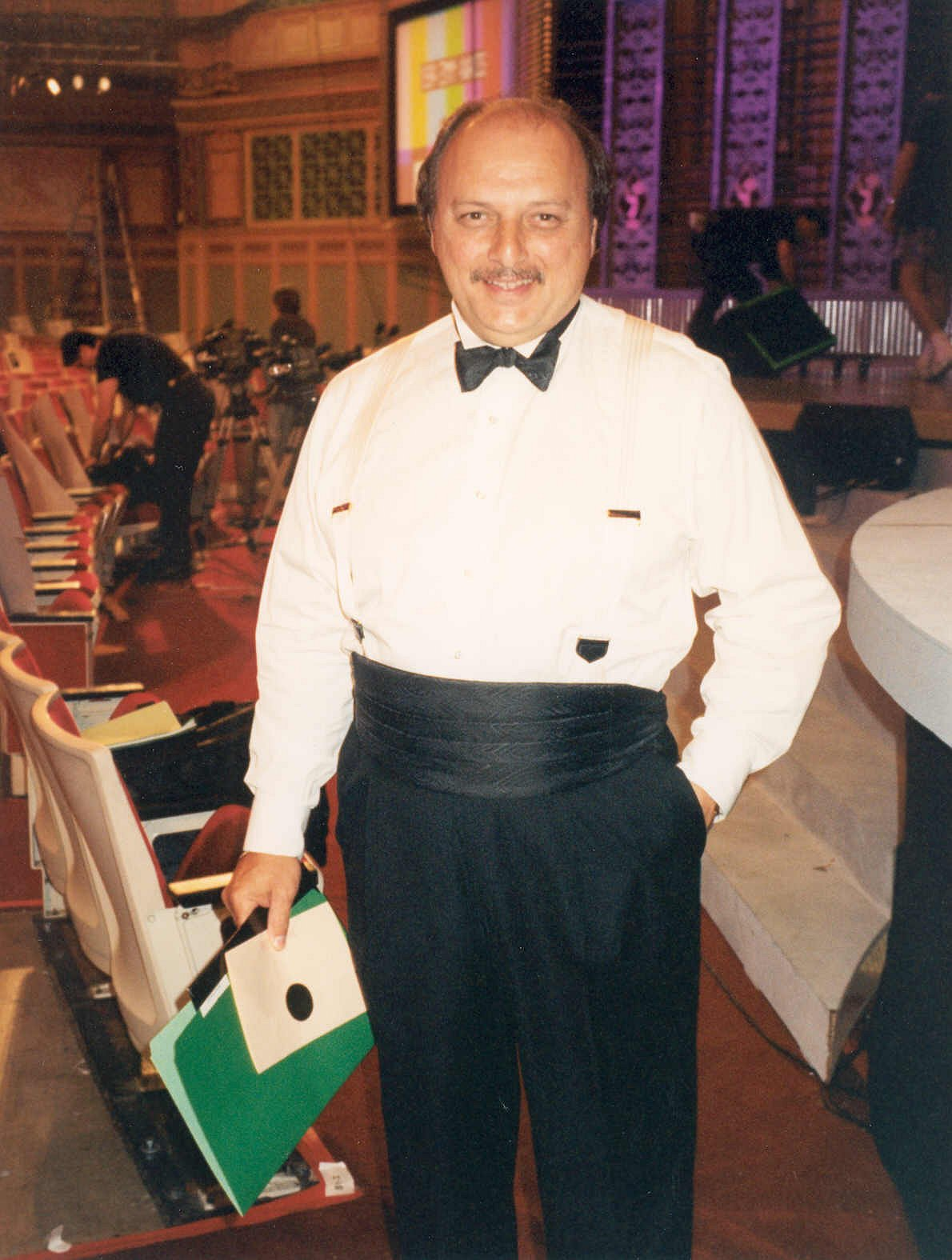
Dennis Franz (NYPD Blue), winnaar mannelijke hoofdrol in een dramaserie

#### Mannelijke hoofdrol in een dramaserie
(Outstanding Lead Actor in a Drama Series)
- Dennis Franz als Andy Sipowicz in NYPD Blue
  - David Caruso als John Kelly in NYPD Blue
  - Peter Falk als Columbo in Columbo
  - Michael Moriarty als Ben Stone in Law & Order
  - Tom Skerritt als Jimmy Brock in Picket Fences

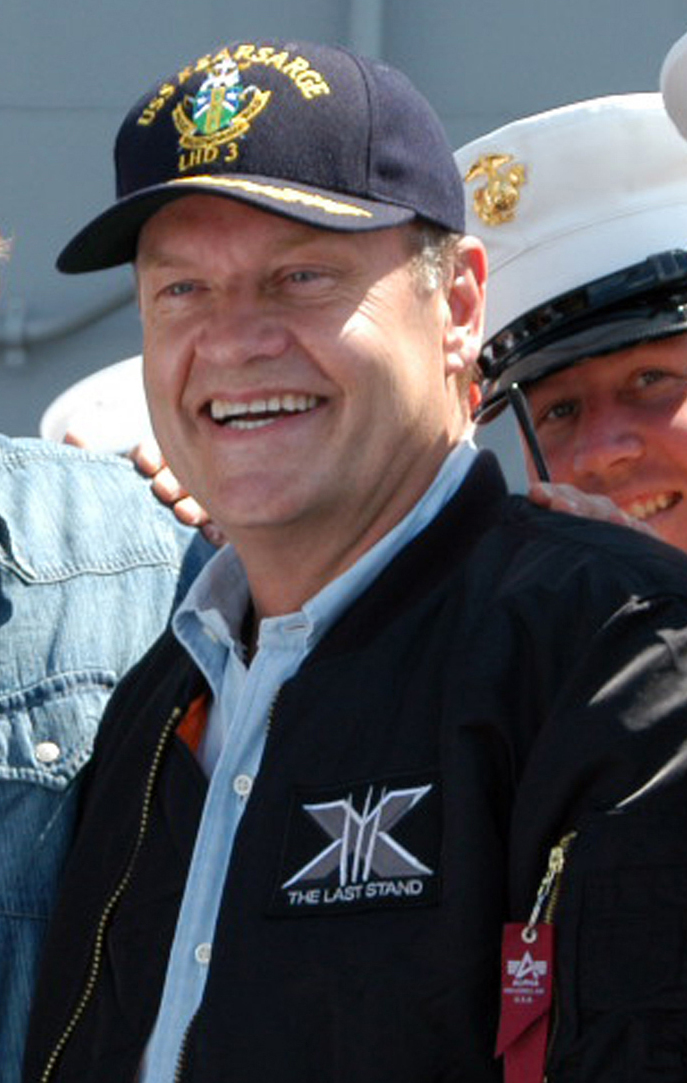
Kelsey Grammer (Frasier), winnaar mannelijke hoofdrol in een komische serie

#### Mannelijke hoofdrol in een komische serie
(Outstanding Lead Actor in a Comedy Series)
- Kelsey Grammer als Frasier Crane in Frasier
  - John Goodman als Dan Conner in Roseanne
  - John Larroquette als John Hemingway in The John Larroquette Show
  - Paul Reiser als Paul Buchman in Mad About You
  - Jerry Seinfeld als Jerry Seinfeld in Seinfeld

#### Mannelijke hoofdrol in een miniserie of televisiefilm
(Outstanding Lead Actor in a Miniseries or Movie)
- Hume Cronyn als Robert Samuel Peek in To Dance with the White Dog
  - Matthew Modine als Don Francis in And the Band Played On
  - James Garner als Ira Moran in Breathing Lessons
  - Sam Waterston als Forrest Bedford in I'll Fly Away: Then and Now
  - Michael Caine als Jozef Stalin in World War II: When Lions Roared

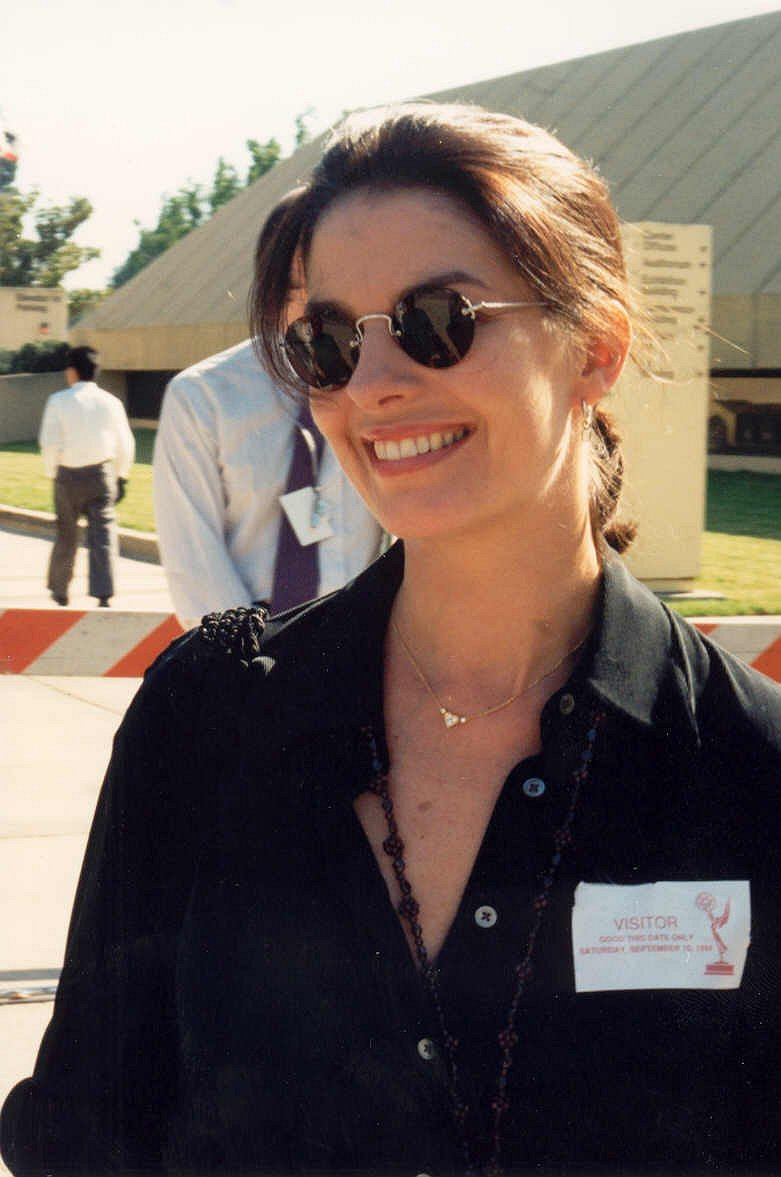
Sela Ward (Sisters), winnaar vrouwelijke hoofdrol in een dramaserie

#### Vrouwelijke hoofdrol in een dramaserie
(Outstanding Lead Actress in a Drama Series)
- Sela Ward als Theodora Reed Margolis Falconer Sorenson in Sisters
  - Kathy Baker als Jill Brock in Picket Fences
  - Swoosie Kurtz als Alexandra Reed Halsey Barker in Sisters
  - Angela Lansbury als Jessica Fletcher in Murder, She Wrote
  - Jane Seymour als Michaela Quinn in Dr. Quinn, Medicine Woman

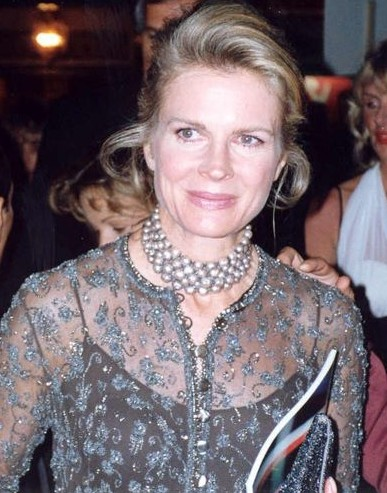
Candice Bergen (Murphy Brown), winnaar vrouwelijke hoofdrol in een komische serie

#### Vrouwelijke hoofdrol in een komische serie
(Outstanding Lead Actress in a Comedy Series)
- Candice Bergen als Murphy Brown in Murphy Brown
  - Roseanne Barr als Roseanne Conner in Roseanne
  - Helen Hunt als Jamie Buchman in Mad About You
  - Annie Potts als Dana Palladino in Love & War
  - Patricia Richardson als Jill Taylor in Home Improvement

#### Vrouwelijke hoofdrol in een miniserie of televisiefilm
(Outstanding Lead Actress in a Miniseries or a Movie)
- Kirstie Alley als Sally Goodson in David's Mother
  - Helen Mirren als Jane Tennison in Prime Suspect 3
  - Joanne Woodward als Maggie Moran in Breathing Lessons
  - Bette Midler als Mama Rose in Gypsy
  - Jessica Tandy als Cora Peek in To Dance with the White Dog

### Bijrollen

#### Mannelijke bijrol in een dramaserie
(Outstanding Supporting Actor in a Drama Series)
- Fyvush Finkel als Douglas Wambaugh in Picket Fences
  - Gordon Clapp als Greg Medavoy in NYPD Blue
  - Barry Corbin als Maurice J. Minnifield in Northern Exposure
  - Nicholas Turturro als James Martinez in NYPD Blue
  - Ray Walston als Henry Bone in Picket Fences

#### Mannelijke bijrol in een komische serie
(Outstanding Supporting Actor in a Comedy Series)
- Michael Richards als Cosmo Kramer in Seinfeld
  - Jason Alexander als George Costanza in Seinfeld
  - Jerry Van Dyke als Luther Horatio Van Dam in Coach
  - David Hyde Pierce als Niles Crane in Frasier
  - Rip Torn als Arthur in The Larry Sanders Show

#### Mannelijke bijrol in een miniserie of televisiefilm
(Outstanding Supporting Actor in a Miniseries or Movie)
- Michael A. Goorjian als David Goodson in David's Mother
  - Alan Alda als Robert Gallo in And the Band Played On
  - Richard Gere als The Choreographer in And the Band Played On
  - Ian McKellen als Bill Kraus in And the Band Played On
  - Matthew Broderick als Matthew Broderick in Great Performances

#### Vrouwelijke bijrol in een dramaserie
(Outstanding Supporting Actress in a Drama Series)
- Leigh Taylor-Young als Rachel Harris in Picket Fences
  - Amy Brenneman als Janice Licalsi in NYPD Blue
  - Jill Eikenberry als Ann Kelsey in L.A. Law
  - Gail O'Grady als Donna Abandando in NYPD Blue
  - Sharon Lawrence als Sylvia Costas in NYPD Blue

#### Vrouwelijke bijrol in een komische serie
(Outstanding Supporting Actress in a Comedy Series)
- Laurie Metcalf als Jackie Harris in Roseanne
  - Julia Louis-Dreyfus als Elaine Benes in Seinfeld
  - Shelley Fabares als Christine Armstrong in Coach
  - Faith Ford als Corky Sherwood in Murphy Brown
  - Sara Gilbert als Darlene Conner in Roseanne
  - Liz Torres als Mahalia Sanchez in The John Larroquette Show

#### Vrouwelijke bijrol in een miniserie of televisiefilm
(Outstanding Supporting Actress in a Miniseries or Movie)
- Cicely Tyson als Castralia in Oldest Living Confederate Widow Tells All
  - Swoosie Kurtz als Mrs. Johnstone in And the Band Played On
  - Lily Tomlin als Selma Dritz in And the Band Played On
  - Anne Bancroft als Lucy Marsden in Oldest Living Confederate Widow Tells All
  - Lee Purcell als Ann Thielman in Secret Sins of the Father

### Gastrollen

#### Mannelijke gastrol in een dramaserie
(Outstanding Guest Actor in a Drama Series)
- Richard Kiley als Hayden Langston in Picket Fences
  - Robin Williams als Bop Gun in Homicide: Life on the Street
  - Dan Hedaya als Lou the Werewolf in NYPD Blue
  - James Earl Jones als Bryant Thomas in Picket Fences
  - Tim Curry als Ma, Pa & Winona Brackett  in Tales from the Crypt

#### Mannelijke gastrol in een komische serie
(Outstanding Guest Actor in a Comedy Series)
- Martin Sheen als Nick Brody in Murphy Brown
  - Jason Alexander als Randall Townsend in Dream On
  - Paul Dooley als Micky Tupper in Dream On
  - John Glover als Ned Miller in Frasier
  - Judge Reinhold als Aaron in Seinfeld

#### Vrouwelijke gastrol in een dramaserie
(Outstanding Guest Actress in a Drama Series)
- Faye Dunaway als Laura Staton in Columbo
  - Bonnie Bedelia als Sally Creighton in Fallen Angels
  - Laura Dern als Annie Ainsley in Fallen Angels
  - Penny Fuller als Roberta Taub in NYPD Blue
  - Marlee Matlin als Laurie Bey in Picket Fences
  - Stockard Channing als Viola Elliott in Road to Avonlea

#### Vrouwelijke gastrol in een komische serie
(Outstanding Guest Actress in a Comedy Series)
- Eileen Heckart als Rose Stein in Love & War
  - Diane Ladd als Louise Burdett in Grace Under Fire
  - Cyndi Lauper als Marianne Lugasso in Mad About You
  - Marcia Wallace als Secretary 66 in Murphy Brown
  - Marlee Matlin als Laura in Seinfeld